# ロランド・フォンセカ
ロランド・ジョルジェ・ピレス・ダ・フォンセカ（Rolando Jorge Pires da Fonseca, 1985年8月31日 - ）は、カーボベルデ・サン・ヴィセンテ島出身のカーボベルデ系ポルトガル人サッカー選手。ポルトガル代表。ポジションはDF。

## クラブ経歴
SCカンポマイオレンセのユースでキャリアを始めた後、2003年の18歳の頃にリスボンをホームとするCFベレネンセスに加入した。2004年にトップチームへ昇格した。8月28日、ホームで3-0で勝利したCSマリティモ戦で1部リーグデビューをすると90分フル出場した。その後、出場機会を増やしていきレギュラーとしてプレーしていくと、2007-08シーズンに全試合に出場、チームはリーグ8位でシーズンを終えた。
2008年8月15日、FCポルトとの4年契約にサインした。移籍初年の2008-09のシーズンでは、衰えの見えるペドロ・エマヌエルとのポジション争いを制し、ブルーノ・アルヴェスとCBを組み28試合3ゴールを記録、リーグとカップの2冠に貢献した。
2010-11シーズンは、ほとんどの試合に出場し無敗優勝を経験した。UEFAヨーロッパリーグ 2010-11では、2011年2月17日のセビージャFC戦でヘディングシュートを決め2-1で勝利に貢献。最終的にチームは決勝まで進出しタイトルを獲得した。さらに、国内カップ戦も優勝したことにより変則的ながらトレブルを達成した。
2011-12シーズンを前にアヴェイロで開催されたスーパーカップでは、ヴィトーリア・ギマランイス相手に先制点と決勝点の2ゴールを決め2-1で勝利した。
2013年1月31日、SSCナポリに買い取りオプションつきのレンタル移籍したが結果は残せず、買取オプションは行使されなかった。
2013年8月10日、インテル・ミラノに1年間のレンタル移籍が決定。29試合に出場し4得点を記録したが、完全移籍には至らなかった。
ポルト復帰後は出場機会が激減し、2015年2月2日、RSCアンデルレヒトへレンタル移籍した。
2015年8月31日、オリンピック・マルセイユへレンタル移籍。
2020年2月27日、フリートランスファーでSCブラガに加入した。

## 代表経歴
カーボベルデで生まれたが、14歳のポルトガルに移住。2006年に市民権を獲得すると、すぐにU-21代表に抜擢され、UEFA U-21欧州選手権2007に出場した。
2009年2月11日、ファロで行われたフィンランド代表との親善試合でポルトガル代表として出場し、1-0でデビューを勝利で飾った。2010 FIFAワールドカップのメンバーに選出されたが出場はなかった。

## 代表歴

### 出場大会
- ポルトガル代表
  - 2010 FIFAワールドカップ

### 試合数
- 国際Aマッチ 21試合 0得点（2009年-2018年）[9]

| ポルトガル代表 | 国際Aマッチ | 国際Aマッチ |
| 年             | 出場        | 得点        |
| -------------- | ----------- | ----------- |
| 2009           | 6           | 0           |
| 2010           | 2           | 0           |
| 2011           | 4           | 0           |
| 2012           | 6           | 0           |
| 2013           | 0           | 0           |
| 2014           | 1           | 0           |
| 2015           | 0           | 0           |
| 2016           | 0           | 0           |
| 2017           | 0           | 0           |
| 2018           | 2           | 0           |
| 通算           | 21          | 0           |

## タイトル

### クラブ
FCポルト
- スーペル・リーガ (3) : 2008-09, 2010-11, 2011-12
- タッサ・デ・ポルトガル (3) : 2008-09, 2009-10, 2010-11
- スーペルタッサ・カンディド・デ・オリベイラ (4) : 2009, 2010, 2011, 2012
- UEFAヨーロッパリーグ (1) : 2010-11